# Doston Ibragimov
Doston Ibragimov (Navoiy, 23 de enero de 1997) es un futbolista uzbeko que juega en la demarcación de centrocampista para el FK G'ijduvon de la Uzbekistan First Pro League.

## Selección nacional
Tras jugar con la selección de fútbol sub-19 de Uzbekistán, debutó con la selección absoluta el 2 de junio de 2019. Lo hizo en un partido amistoso contra Turquía que finalizó con un resultado de 2-0 a favor del combinado turco tras un doblete de Zeki Çelik.

## Clubes
| Club                        | País       | Año       | Partidos | Goles |
| --------------------------- | ---------- | --------- | -------- | ----- |
| Pakhtakor Tashkent FK       | Uzbekistán | 2017-2019 | 17       | 1     |
| FK Buxoro (cedido)          | Uzbekistán | 2019      | 12       | 3     |
| Qizilqum Zarafshon (cedido) | Uzbekistán | 2019-2020 | 19       | 0     |
| FK G'ijduvon                | Uzbekistán | 2021-     | 8        | 0     |